# Orkanen Charley

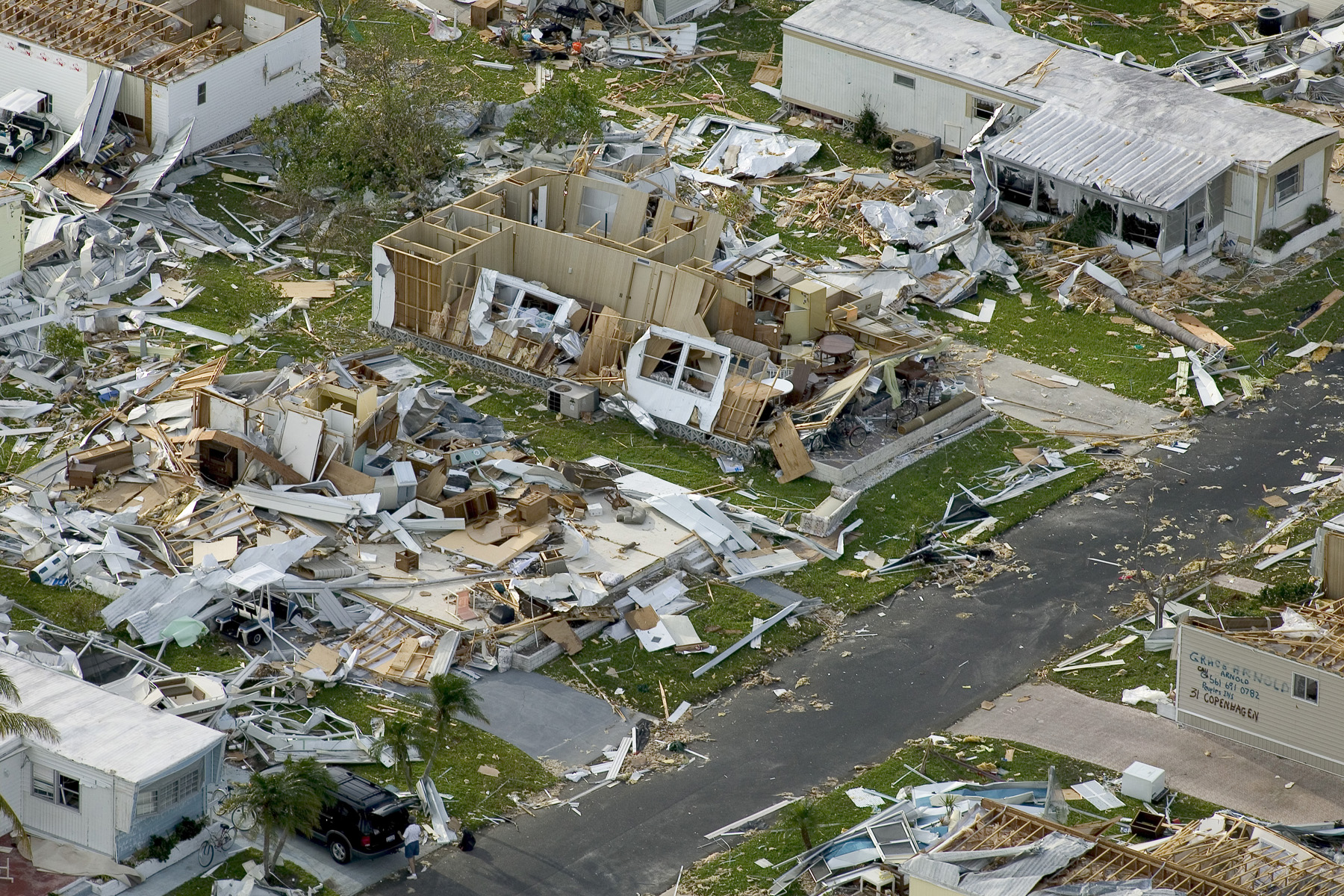
Punta Gorda (USA) efter orkanen

Orkanen Charley är det officiella namnet på en tropisk cyklon som i mitten av augusti 2004 drabbade framförallt västra Kuba och södra Florida. Charley var den kraftigaste orkanen som drabbat USA och Florida sedan orkanen Andrew 1992 och var den första av hela 4 orkaner som drabbade Florida inom loppet av 1 månad under augusti till september 2004. Mätt i materiell förödelse var orkanen en av de mest destruktiva tropiska cykloner som drabbat USA.
"Charley" föddes som tropiskt lågtryck utanför Grenada 8 augusti och nådde orkanstyrka (medelvind minst 33 m/s =knappt 120 km/h) två dagar senare. Ovädret drabbade på allvar land första gången när Charley passerade Kuba som en kategori 3-orkan på Saffir–Simpsons orkanskala 13 augusti. Vindstyrkan var då uppe i 53 m/s i medelvind (192 km/h). Charley dödade 4 människor på Kuba och orsakade skador för cirka 1 miljard US-dollar. Under passagen över ön mattades stormen till en kategori 2-orkan med medelvind på drygt 160 km/h.
Meteorologerna på National Hurricane Center i Miami förväntade sig att orkanen inte skulle öka nämnvärt i styrka innan orkanens öga nådde Floridas fastland i Tampaområdet på mellersta Floridas västkust. Orkanen förvånade dock genom att svänga av åt nordost och ögat nådde land nära Punta Gorda nära Fort Mayers i sydvästra Florida natten till 13 augusti (vilket dock var inom prognosernas "felmarginal"). Samtidigt hade emellertid orkanen intensifierats snabbt. Vindstyrkan hade då ökat till hela 67 m/s (241 km/h) med byar på ända upp till 80 m/s (288 km/h). Charley var därmed en kraftig kategori 4-orkan. Vissa undersökningar tyder på att vindstyrkan lokalt kanske nådde kategori 5 styrka (medelvind över 250 km/h). 
Skadorna blev enorma med hela bostadsområden mer eller mindre jämnade med marken. Miljontals människor blev strömlösa och 20 människor omkom. Även skadorna på Floridas citrusodlingar var mycket omfattande. Totalt uppskattas ovädret ha orsakat skador för 15 miljarder dollar i Florida. Charley var emellertid en ganska liten tropisk cyklon varvid de värsta skadorna inskränkte sig till ett relativt litet område. Efter att ha lämnat Florida fortsatte en försvagad orkan upp längs USA:s östkust och upplöstes 15 augusti.